# 梅里克·加蘭
梅里克·布萊恩·加蘭（英語：Merrick Brian Garland，1952年11月13日—），是美国聯邦法院法官，前美國司法部長（第86任）。他自1997年起擔任美國哥倫比亞特區聯邦巡迴上訴法院法官，2013年2月起為該院首席法官。加兰毕业于哈佛大学法学院，曾担任前美国联邦第二巡回上诉法院法官亨利·弗兰德利和前美国最高法院大法官小威廉·布伦南的助手，还曾担任美国司法部的联邦检察官，是俄克拉何马城爆炸案调查工作中的领军人物。1995年，克林顿总统提名加兰担任美國哥倫比亞特區聯邦巡迴上訴法院法官，但该提名直到1997年才在美国参议院获得通过。
2016年3月16日，奧巴馬總統提名加蘭為美國最高法院大法官，以填補大法官安東寧·斯卡利亞死後的空缺。但由于参议院被共和党控制，奥巴马对加兰的提名被搁置，而斯卡利亚留下的空缺最终于新任总统唐纳德·特朗普上任后提名的保守派大法官尼尔·戈萨奇填补。
2021年1月6日，候任总统乔·拜登宣布将提名加蘭担任司法部长，之后参议院于3月10日以70票赞成、30票反对的结果通过提名。

## 荣誉

### 外国勋章奖章
- 二等智者雅罗斯拉夫王公勋章（乌克兰，2023年9月4日公布[4]）